# Franz Hößler

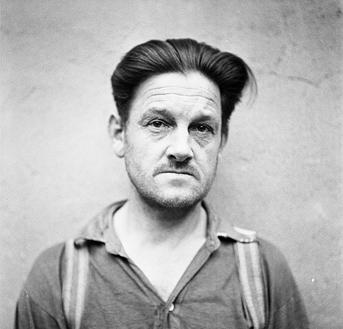
Franz Hößler im August 1945

Franz Hößler, auch Franz Hössler, (* 4. Februar 1906 in Oberdorf bei Martinszell im Allgäu; † 13. Dezember 1945 in Hameln) war ein deutscher SS-Führer sowie Schutzhaftlagerführer im KZ Auschwitz, dem KZ Mittelbau und dem KZ Bergen-Belsen. Hößler wurde im Bergen-Belsen-Prozess als Kriegsverbrecher zum Tode verurteilt und hingerichtet.

## Leben
Hößler war der Sohn eines Vorarbeiters. Er brach nach der Schulzeit eine Lehre zum Fotografen ab. Anschließend war er als Lagerarbeiter beschäftigt und Anfang der 1930er Jahre arbeitslos. Er war verheiratet und hatte drei Kinder. Der NSDAP trat er zum 1. November 1932 bei (Mitgliedsnummer 1.374.713). Ebenfalls 1932 wurde er Mitglied der SS (SS-Nummer 41.940). In der SS stieg Hössler im April 1944 bis zum SS-Obersturmführer beziehungsweise Obersturmführer der Reserve der Waffen-SS auf. Nach der Gründung des KZ Dachau war er ab Juli 1933 zunächst Angehöriger der Wachmannschaft und arbeitete dort später als Koch.
Im Juni 1940 wurde er in das Stammlager des KZ Auschwitz versetzt. Danach leitete er kurzzeitig die Lagerküche im Stammlager und war danach als Kommandoführer eingesetzt. Im Juli/August 1940 leitete er ein Außenkommando in Sosnica bei Gleiwitz, wo Häftlinge den Stacheldraht eines ehemaligen Kriegsgefangenenlagers abwickeln mussten, um das Stammlager einzäunen zu können. Auch leitete er zeitweise die Strafkompanie. Hössler wurde auch Arbeitsdienstführer. Nach dem Aufbau des KZ Auschwitz-Birkenau leitete er dort diverse Häftlingskommandos. So war er 1942 einige Monate für den Bau eines Urlauberheims für die SS bei Żywiec, der sogenannten „Solahütte“, zuständig. Außerdem warb Hößler Mitte 1943 für das neu eröffnete Lagerbordell im Stammlager sogenannte arische Häftlingsfrauen, mit der Aussicht auf bessere Verpflegung und Versorgung, an. Von August 1943 bis Anfang 1944 war er als Nachfolger von Paul Heinrich Theodor Müller Schutzhaftlagerführer des Frauenlagers im KZ Auschwitz-Birkenau, das er gemeinsam mit Oberaufseherin Maria Mandl leitete. Vom 15. März bis 15. Mai 1944 war Hößler Kommandant des KZ Neckarelz, eines Außenlagers des KZ Natzweiler-Struthof. Im Juni 1944 kehrte er in das Stammlager des KZ Auschwitz zurück, wo er bis zur Evakuierung des Lagers im Januar 1945 Schutzhaftlagerführer unter dem Lagerkommandanten Richard Baer war.

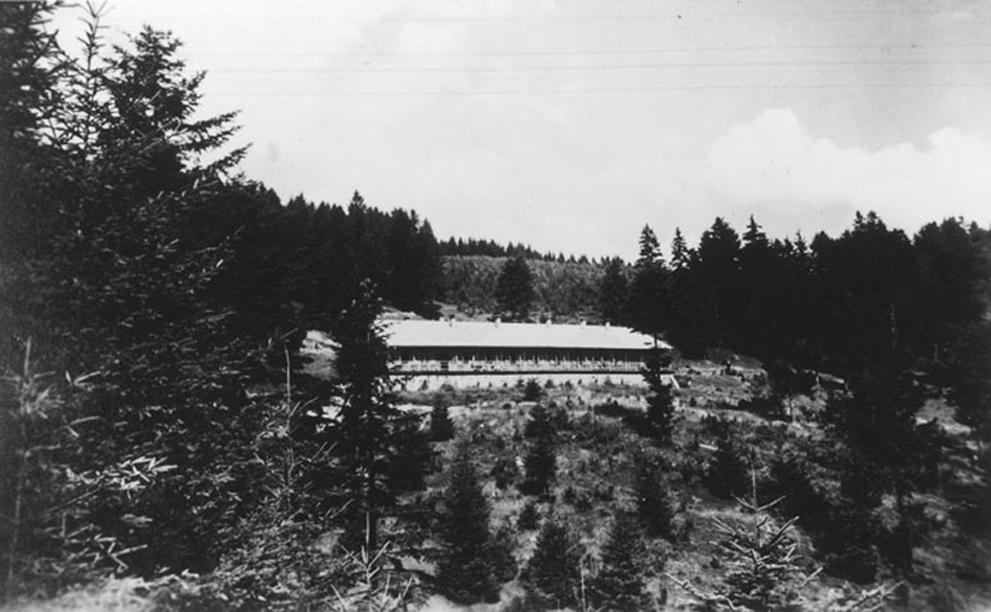
SS-Urlauberheim Solahütte

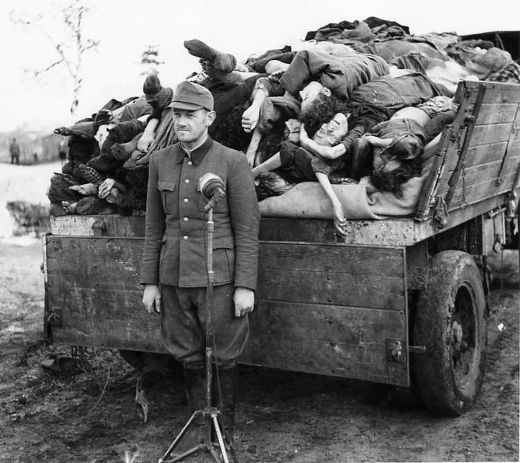
Franz Hößler steht nach seiner Festnahme im KZ Bergen-Belsen am 24. April 1945 vor einem Mikrophon, hinter ihm ein mit Leichen beladener Lastwagen-Anhänger.

Mit Häftlingstransporten aus dem evakuierten KZ Auschwitz kam Hößler in das KZ Mittelbau, wo er wiederum unter Lagerkommandant Richard Baer Schutzhaftlagerführer des Hauptlagers Dora wurde. Nach dessen Räumung begleitete Hößler am 8. April 1945 einen Häftlingstransport in das KZ Bergen-Belsen. Dort war er noch kurz stellvertretender Lagerkommandant unter Josef Kramer, bis er nach der Befreiung von Bergen-Belsen am 15. April 1945 mit den anderen im Lager verbliebenen SS-Leuten von einer Einheit der britischen Armee verhaftet wurde, obwohl er kurz zuvor noch versucht hatte, als Häftling getarnt im Lager unterzutauchen. Mit den anderen festgenommenen SS-Leuten musste er die zu Tausenden auf dem Lagergelände herumliegenden Leichen in Massengräbern bestatten.
Danach wurde er mit dem verbliebenen Lagerpersonal in das Gefängnis Celle überstellt. Am 17. Mai 1945 wurde Hößler von Ermittlern des War Crimes Investigation Team (WCIT) vernommen, wobei auch Hanns Alexander anwesend und insbesondere dolmetschend tätig war. Hößler offerierte Kooperation und machte zunächst Angaben zu seinem Werdegang. Auf die Gaskammern im KZ Auschwitz angesprochen, gab er an, dass diese im Lager bekannt gewesen seien. Er hätte aber nicht an Selektionen von Häftlingen teilgenommen, sondern sei nur anwesend gewesen, um die „Aufrechterhaltung der Ordnung“ während dieser Aktionen zu gewährleisten. Verantwortlich für die Selektionen seien die Lagerärzte gewesen. Darüber hinaus berichtete er über die ankommenden Judentransporte ins KZ Auschwitz-Birkenau und die Vergasung von kranken und nicht arbeitsfähigen Menschen. Als verantwortliche Kommandanten im KZ Auschwitz nannte er Rudolf Höß und dessen Nachfolger Richard Baer. Vom britischen Militärgericht wurde Hößler im Bergen-Belsen-Prozess am 17. November in Lüneburg wegen seiner Taten im KZ Bergen-Belsen und Auschwitz zum Tod durch den Strang verurteilt. Das Urteil wurde durch Albert Pierrepoint am 13. Dezember 1945 im Zuchthaus Hameln vollzogen.

## Verbrechen im KZ Auschwitz
Am 28. Juli 1941 begleitete Hößler einen Transport von 575 selektierten Auschwitzhäftlingen in die Tötungsanstalt Pirna-Sonnenstein, wo diese in der Aktion 14f13 vergast wurden. Nach dem gescheiterten Aufstandsversuch der Strafkompanie in Auschwitz im Juni 1942 nahm er, ebenso wie Otto Moll und Hans Aumeier, an der Ermordung der Überlebenden des Aufstandes teil.
Zum Studium der von SS-Standartenführer Paul Blobel erprobten Methoden zur Beseitigung von Massengräbern fuhr er am 16. September 1942 mit Rudolf Höß und Walter Dejaco in das Vernichtungslager Kulmhof. Seine dort gewonnenen „Erkenntnisse“ setzte er von September bis November 1942 mit dem sogenannten „Sonderkommando Hößler“ in Auschwitz-Birkenau um. Die Häftlinge des Sonderkommandos, die nach Beendigung der Aktion fast ausnahmslos ermordet wurden, exhumierten die in Birkenau verscharrten (geschätzten) 107.000 Leichen, um sie anschließend in den Krematorien zu verbrennen.
Gleichzeitig leitete er, wie schon zuvor im alten Krematorium des Stammlagers des KZ Auschwitz, auch Vergasungen in den Bunkern I und II. Vor den Vergasungen gaukelte er laut dem Auschwitzüberlebenden Filip Müller den Opfern des Massenmordes vor, dass sie baden gehen würden und war deswegen bei den Häftlingen als Mojsche Lügner bekannt:

„Nach dem Baden gibt es für jeden eine Portion Suppe und Kaffee oder Tee. Ja, damit ich es nicht vergesse, halten sie nach dem Baden alle Lehrbriefe, Diplome, Schulzeugnisse und sonstigen Dokumente bereit, damit wir jeden nach seinen Kenntnissen und Fähigkeiten einsetzen können. Noch etwas: Diabetiker, die keinen Zucker zu sich nehmen dürfen, melden sich nach dem Baden beim diensthabenden Personal.“

Johann Paul Kremer, vom 30. August bis zum 17. November 1942 als KZ-Arzt im KZ Auschwitz, notierte am 12. Oktober 1942 in sein Tagebuch, als ein Transport mit 1703 Niederländischen Juden (davon 352 ins Lager eingewiesen und 1351 vergast) in das KZ eingeliefert wurde:

„In der Nacht noch bei einer Sonderaktion aus Holland (1600 Personen) zugegen. Schauerliche Scene vor dem letzten Bunker! (Hößler!) Das war die 10. Sonderaktion.“

Später erklärte Kremer in einem Vernehmungsprotokoll am 18. Juli 1947 im Rahmen des Prozesses gegen die Mitglieder der SS-Mannschaft des KZ Auschwitz-Birkenau:
„Im Zusammenhang mit der von mir in meinem Tagebuch unter dem Datum des 12. Oktober 1942 beschriebenen Vergasung erkläre ich, dass damals ungefähr 1600 Holländer vergast wurden. Dies ist eine annähernde Ziffer, die ich aufgrund dessen angab, was ich von anderen hörte. Die Aktion leitete SS-Offizier Hößler. Ich erinnere mich daran, daß er sich bemühte, die ganze Gruppe in einen einzigen Bunker zu treiben. Dies gelang ihm bis auf einen Mann, den man auf keine Weise mehr in den Bunker pferchen konnte. Diesen Mann erschoß Hößler mit einem Revolver. Das ist der Grund, weswegen ich im Tagebuch von der schauerlichen Szene vor dem letzten Bunker schrieb, wobei ich den Namen Hößler erwähnte.“
Hößler nahm auch in der Funktion als Schutzhaftlagerführer des Frauenlagers im KZ Auschwitz-Birkenau an Selektionen und Vergasungen teil. Trotz dieser Verbrechen schildert der Auschwitzüberlebende Hermann Langbein nach Aussagen ehemaliger Häftlinge Hößler als brutalen Kommandoführer, der sich – in Relation zu anderen Lagerführern – zu einem für die Häftlinge eher erträglichen Schutzhaftlagerführer wandelte.